# Brusebad
Et brusebad er et afgrænset område, hvor man lader vand falde ned over sig. Vandet kommer fra en bruser og området er som regel afgrænset af f.eks. et bruseforhæng eller nogle skydedøre af f.eks. plastik, så vandet ikke sprøjter ud i resten af badeværelset. At tage et brusebad er en form for personlig hygiejne.